# Theologicum
Le Theologicum est la faculté de théologie et de sciences religieuses de l'Institut catholique de Paris, regroupant dix instituts de recherche. Il s'agit du plus grand pôle de recherche théologique francophone.

## Histoire
La faculté de théologie a été créée en 1889 par Léon XIII pour remplacer la faculté de théologie catholique publique fermée en 1885,. 

## Enseignement
La Faculté délivre des diplômes canoniques reconnus par le Saint-Siège, des diplômes d’État ainsi que des diplômes universitaires.
L'enseignement est dispensé en trois cycles qui correspondent à ceux de la réforme LMD. Le premier cycle est destiné à la formation initiale et fondamentale en théologie,. Le deuxième cycle conduit à la licence canonique de théologie (niveau master) et peut être suivi en formation classique ou dans l'un des instituts spécialisés,. Le troisième cycle est destiné à une soutenance de thèse. Certaines sont établies en partenariat avec d'autres établissements (Sorbonne Université, université Laval, université de Montréal, université de Leuven, universités catholiques de Toulouse et Yaoundé, Institut Saint-Serge, université Catholique de Louvain). 
En 2019, le Theologicum compte 1 250 étudiants dont 350 étudiants en master et 120 doctorants. 
Le Theologicum propose deux chaires spécifiques, la Chaire Jean Rodhain sur les figures sociales de la charité, et la chaire Jean Daniélou en histoire et théologie des religions.

## Doyens
- 1889 : Mgr Maurice d'Hulst[11]
- 1896 : Mgr Pierre-Louis Péchenard[11]
- 1907 : Mgr Alfred Baudrillart[11]
- 1913 : R.P. Jean-Vincent Bainvel, s.j.
- 1925 : R.P. Adhémar d'Alès (it), s.j.
- 1934 : R.P. Jules Lebreton, s.j.
- 1943 : Abbé Henri-Xavier Arquillière
- 1953 : R.P. Joseph Lecler, s.j.
- 1962 : R.P. Jean Daniélou, s.j.
- 1969 : Abbé Louis Cognet
- 1970 : R.P. Pierre-André Liégé, o.p.
- 1979 : Abbé Jacques Briend
- 1988 : Monsieur Joseph Doré, p.s.s.
- 1994 : Abbé Claude Bressolette
- 1997 : Abbé Jean-François Baudoz
- 2000 : Abbé Henri-Jérôme Gagey
- 2006 : Abbé Philippe Bordeyne
- 2011 : R.F. Thierry-Marie Courau, o.p.
- 2017 : R.P. Jean-Louis Souletie[12]
- 2023 : Anne-Sophie Vivier-Muresan (première personne laïque et première femme à occuper cette fonction)[13]

## Publications

### Publications de la faculté
La collection « Théologie à l’Université » chez Desclée de Brouwer publie, depuis 2008, des recherches de la Faculté de Théologie (thèses, colloques scientifiques, essais).
Le Theologicum publie sur Internet des articles de théologie, des recensions d’ouvrage et des profils de théologiens. Elle donne accès aux thèses de théologie soutenues à Theologicum.

### Revues scientifiques
Les professeurs de la Faculté collaborent aux comités de rédaction de nombreuses revues théologiques. Ils contribuent ainsi activement à la recherche scientifique et pastorale.
- Transversalités. Revue de l’Institut catholique de Paris (François Bousquet, Laurent Villemin)
- Recherches de science religieuse (Vincent Holzer, Olivier Artus, Michel Berder, Jean-Louis Souletie	, Patrick Prétot, Philippe Bordeyne, Geneviève Médevielle)
- Revue des Sciences philosophiques et théologiques (Gilles Berceville, Emmanuel Durand)
- Revue Teologie ortodoxa (Iaşi, Roumanie), (François Bousquet)
- Revue Theologia catholica (Cluj, Roumanie), (François Bousquet)
- La Maison-Dieu (Monique Brulin, Patrick Prétot)
- Lumen Vitae. Revue internationale de catéchèse et de pastorale (Joël Molinario, François Moog, Denis Villepelet)
- L’Année canonique (Laurent Villemin)
- Études (Laurent Villemin)
- Histoire et Missions chrétiennes (Catherine Marin)
- Revue en ligne de la Faculté de théologie et de Sciences religieuses (www.revue-theologicum.fr), (Philippe Bordeyne, Katherine Shirk-Lucas, Olivier Artus, Hélène Bricout, Jesus Asurmendi, Emmanuel Durand, Catherine Fino, Catherine Marin).
- Revue Studia Philosophica et Theologica de la Faculté de Théologie Widya Sasana de Malang (Indonésie), Vincent Holzer
- Esprit & Vie (Jean-Louis Souletie)
- Cahiers Évangile (service biblique Evangile et Vie, Paris), (Gérard Billon, Joëlle Ferry)
- Suppléments aux Cahiers Évangile (Michel Berder)

### Collections
- Collection “Initiation aux théologiens” (Paris, Éditions du Cerf), avec les professeurs Jean-Louis Souletie et Vincent Holzer
- Collection “Theologia” (Paris, Éditions Bayard), avec les professeurs Henri-Jérôme Gagey, Béatrice de Boissieu, Philippe Bordeyne, François Bousquet, Vincent Holzer, Geneviève Médevielle, Laurent Villemin
- Collection “Intervention théologique” (Paris, Éditions de l’Atelier), avec les professeurs Henri-Jérôme Gagey et Jean-Louis Souletie
- Collection “Mieux vivre” (Paris, Éditions de l’Atelier), avec les professeurs Geneviève Médevielle et Jean-Louis Souletie
- Collection “Questions ouvertes” (Paris, Éditions de l’Atelier), avec les professeurs François Bousquet
- Collection “Le Point Catéchèse” (Paris, Éditions du Sénevé, avec les professeurs François Moog, Jean-Louis Souletie, Denis Villepelet